# Kisfeketefalu
Kisfeketefalu, románul: Neagra, település Romániában, a Partiumban, Arad megyében.

## Fekvése
Borossebestől északkeletre fekvő település.

## Története
Kisfeketefalu a középkorban Zaránd vármegyéhez tartozott.
Nevét 1553-ban említette először oklevél Kisnegra, Vrethyknegra néven. 1561-ben Nagynegra, 1808-ban Nyágra, 1851-ben Nyagra, 1913-ban Kisfeketefalu néven írták.
1851-ben Fényes Elek írta a településről: „Nyagra, Arad vármegyében, 6 katholikus, 341 óhitű lakossal, anyatemplommal, hegyes, erdős határral”
A trianoni békeszerződés előtt Arad vármegye Borossebesi járásához tartozott.
1910-ben 414 lakosából 410 román, 13 magyar volt. Ebből 401 görögkeleti ortodox, 6 református volt.